# 189年
| 千纪： | 1千纪                                                                                           |
| 世纪： | 1世纪 \| 2世纪 \| 3世纪                                                                         |
| 年代： | 150年代 \| 160年代 \| 170年代 \| 180年代 \| 190年代 \| 200年代 \| 210年代                       |
| 年份： | 184年 \| 185年 \| 186年 \| 187年 \| 188年 \| 189年 \| 190年 \| 191年 \| 192年 \| 193年 \| 194年 |
| 纪年： | 己巳年（蛇年）；东汉中平六年，光熹元年，昭宁元年，永汉元年                                      |

## 大事记
- 中国
  - 二月，王國因疲勞解除涼州之亂，被左將軍皇甫嵩的軍隊擊敗，馬騰和韓遂等人共是廢掉王國，又劫持閻忠為主帥。不久閻忠病死，馬韓等人互相攻伐，勢力有所衰弱。
  - 幽州州牧劉虞懸紅張純等人，丘力居信服劉虞之名而投降，張舉出奔塞外，自此下落不明，張純為門客王政所殺。
  - 外戚何进密谋诛杀宦官失败而被杀。少帝和劉協被部分宦官胁持到洛阳市郊。其他宦官由袁绍等将领带兵杀死。
  - 9月28日，董卓入洛阳，废少帝立陈留王为皇帝。
  - 十二月，“诏除光熹、昭宁、永汉三号”，复称中平六年。

## 各国领袖

### 非洲
- 库施
  - 国王：Aritenyesbokhe（175年－190年）

### 亚洲
- 中国
  - 东汉：
    - 皇帝：
      1. 汉灵帝（168年－189年）
      2. 东汉后少帝（189年）
      3. 汉献帝（189年－220年）
- 朝鲜
  - 百济：
    - 国王：肖古王（166年－214年）

  - 高句丽：
    - 国王：故国川王（179年－197年）

  - 新罗：
    - 国王：伐休尼师今（184年－196年）

### 欧洲
- 高加索伊比里亚
  - 国王：
    1. 阿姆扎斯普二世（185年－189年）
    2. 列夫一世（189年－216年）
- 罗马帝国
  - 皇帝：康茂德（177年－192年）

### 中东
- 奥斯若恩
  - 国王：Abgar IX（177年－212年）
- 安息
  - 国王：沃洛吉斯四世（147年－191年）

## 出生
- 曹彰，三國時期曹魏重要宗室將領。
- 凌統，三國時期東吳重要將領。
- 諸葛均，诸葛亮之弟。
- 張春華，司馬懿元配，生有司馬師、司馬昭、司馬榦、南陽公主。

## 逝世
- 5月13日——汉灵帝（156年出生，34岁）
- 5月27日——蹇碩，東漢時期的宦官。
- 6月7日——董重，东汉孝仁皇后兄子。
- 7月7日——董太后，汉灵帝之母。
- 9月22日——何进
- 何苗，何進之弟。
- 丁原，東漢末年地方勢力之一。
- 張純——東漢末期人物，曾與張舉、烏桓一同舉兵反漢，後被劉虞和公孫瓚所平定。
- 9月30日——何太后
- 閻忠，被涼州叛軍韓遂等人強行推為首領，不久憤恨病死。